# Route nationale 5 (Norvège)
Pour les articles homonymes, voir Route nationale 5.
La route nationale 5 (en  norvégien : Riksvei 5, abrégé Rv5) est une route nationale en Norvège.

## Description
La route Rv 5 s'étend entre Florø de la commune de Kinn et Lærdal du Comté de Vestland.
La route part de l'endroit où la route européenne 16 entre dans le tunnel de Lærdal, à environ cinq kilomètres au sud de Lærdalsøyri, puis elle se dirige vers le nord-ouest jusqu'à Sogndal et Fjærland (en) puis en direction du nord jusqu'à Jølster et elle se termine à Florø sur le littoral de la mer du Nord,.
De Førde jusqu'à Skei, la Rv 5 a un troncon commun avec la route européenne 39.
Le route traverse les tunnels : Sundafjelltunnel, Fjærlandtunnel, Bergstunnel, Amlatunnel, Fodnestunnel, Naustdalstunnel, Frudalstunnel, Støylsnestunnel et Kjøsnestunnel.

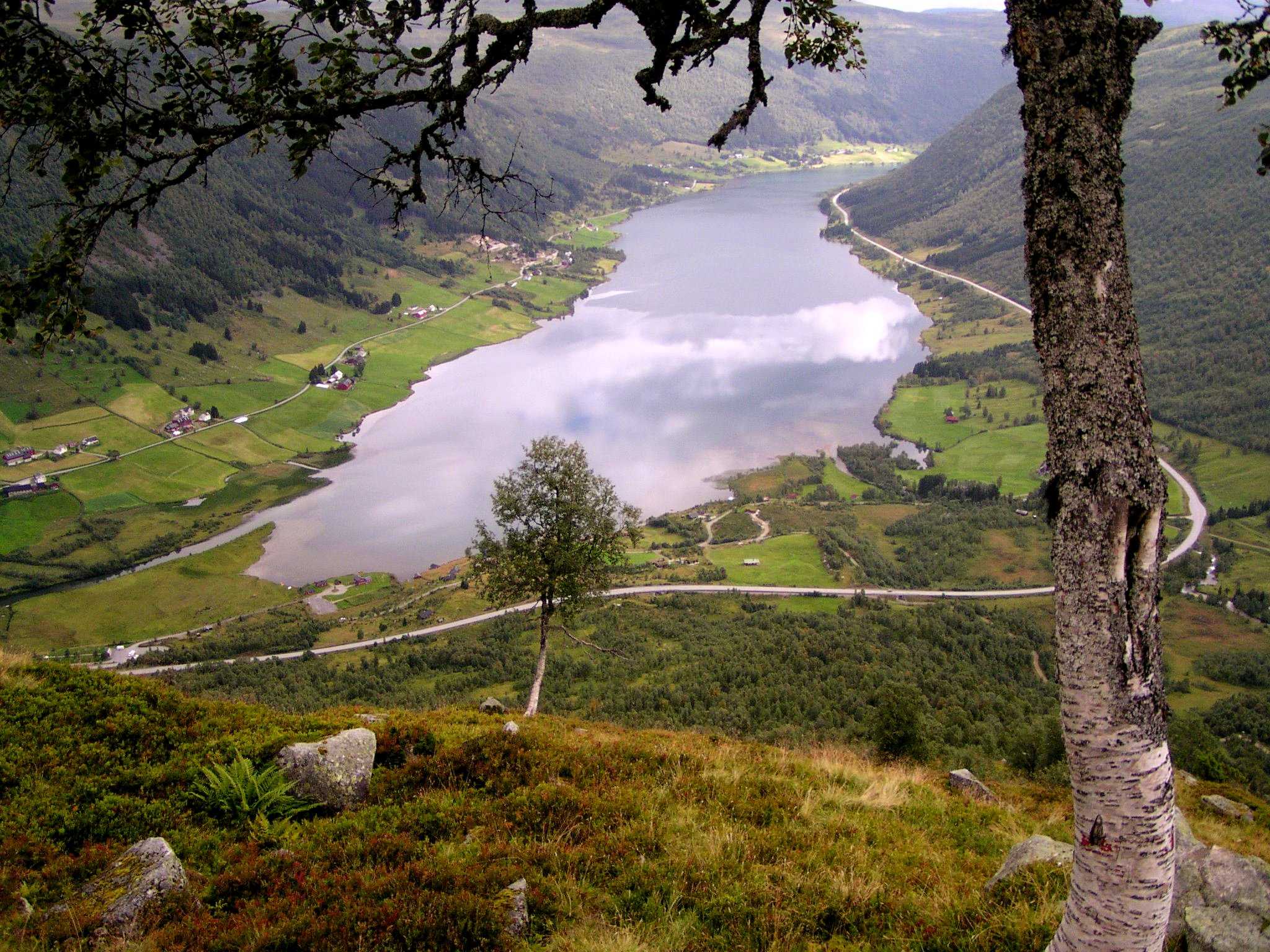
La Rv 5 à Dalalvatnet à Sogndalsdalen

## Galerie

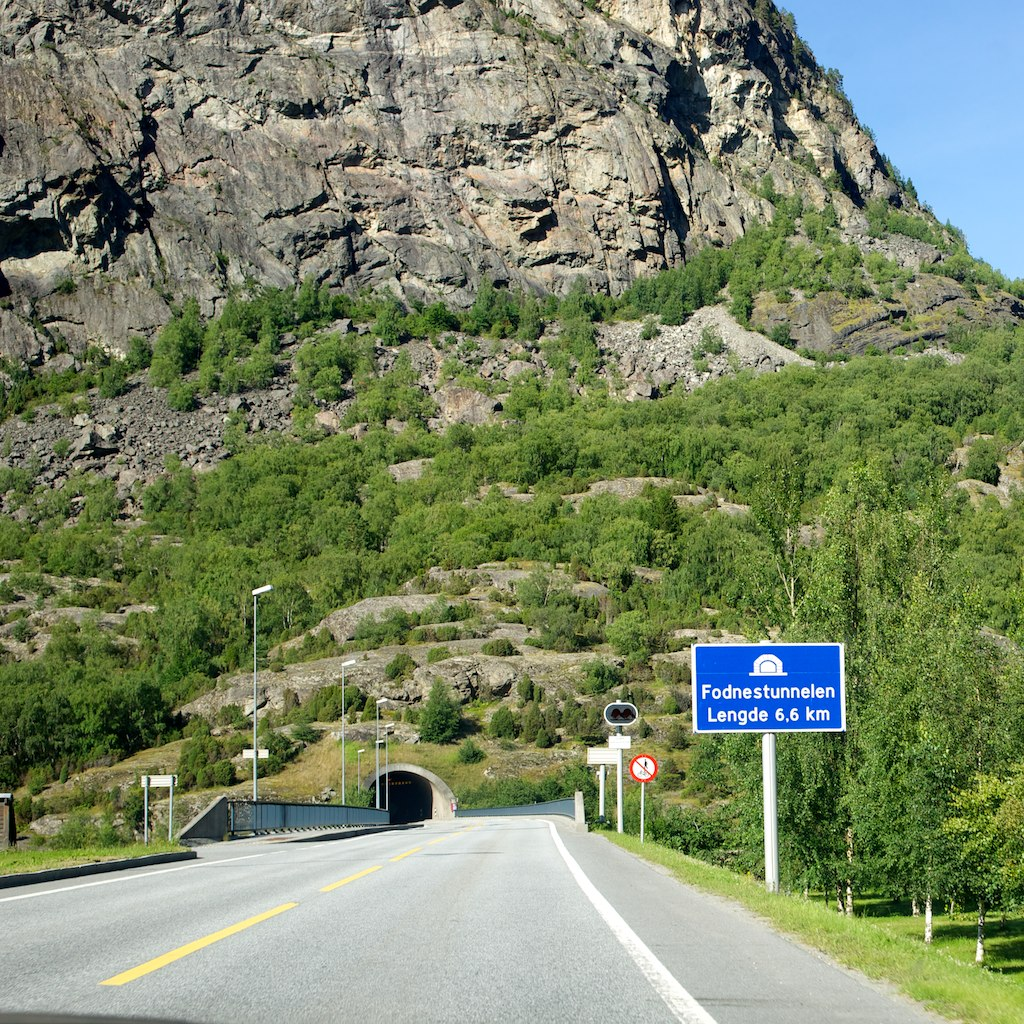
Tunnel de Fodnes (no)
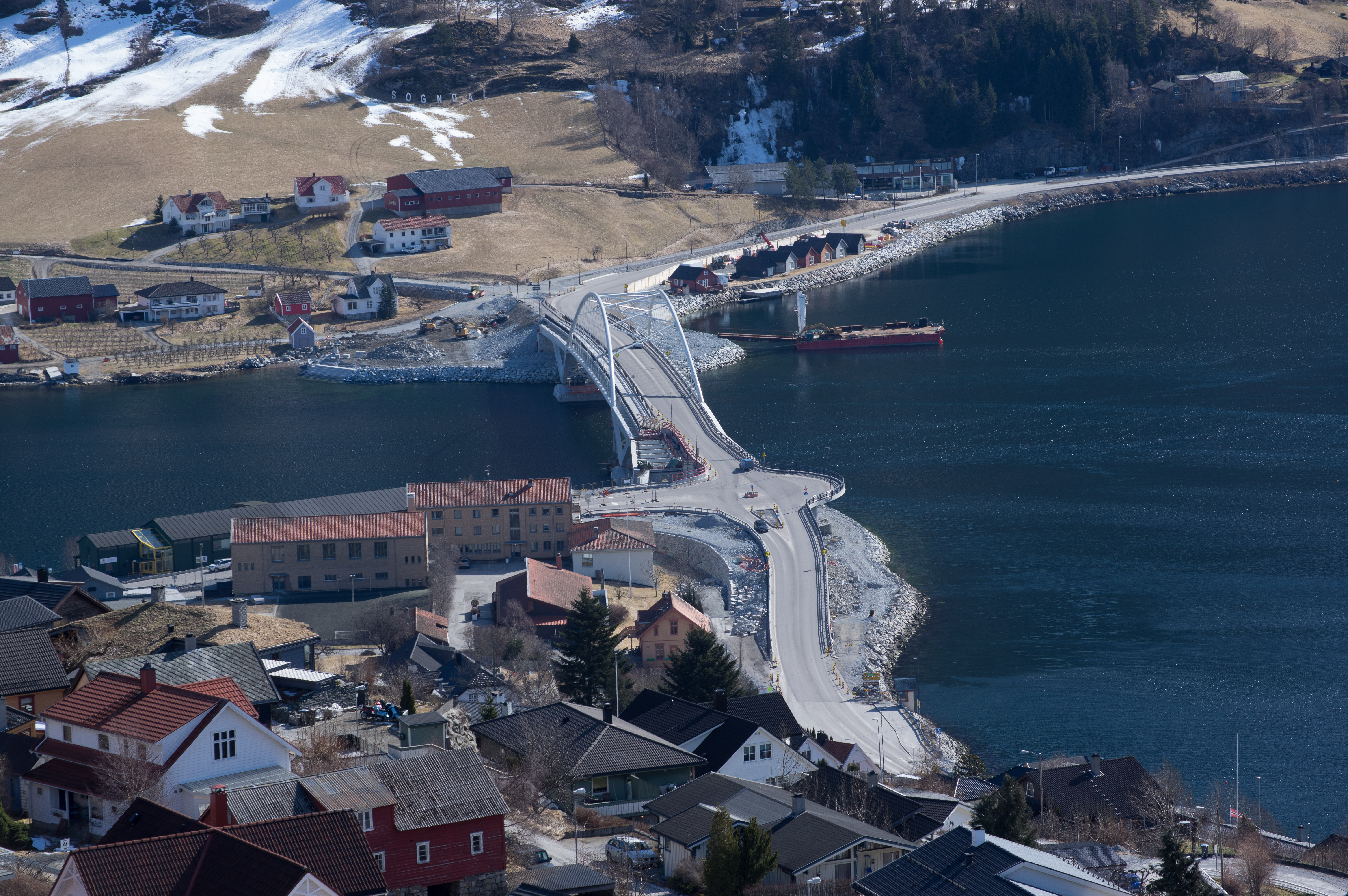
Pont de Loftesnes.
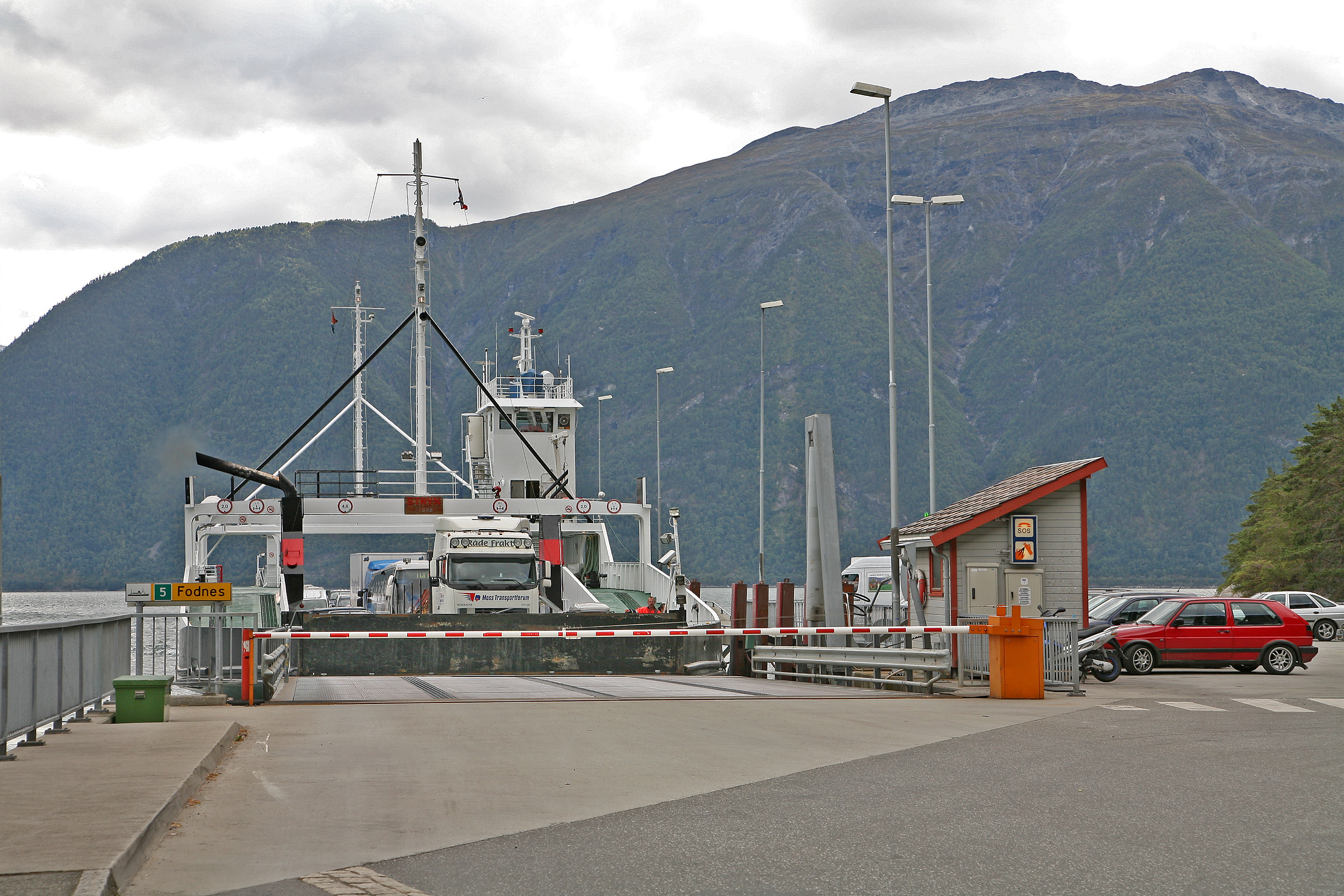
Traversier de la Rv 5 entre Mannheller et Fodnes.